# 新泾镇
新泾镇，是中华人民共和国上海市長寧區下辖的一个乡镇级行政单位。面积11.89平方公里。户籍人口8.61万人（2008年）。該鎮名稱來源自新泾港。中華人民共和國建國初属新泾区管轄，1956年3月劃給西郊区管轄。1958年8月劃歸上海县管轄。上海县撤銷後劃給长宁区。1995年5月，新泾鄉改為新泾镇。

## 行政区划
新泾镇下辖以下居委会：
刘家宅小区第一社区、刘家宅小区第二社区、刘家宅小区第三社区、刘家宅小区第四社区、福泉路社区、淮阴路社区、淞虹小区第二社区、淞虹小区第三社区、淞虹小区第四社区、淞虹小区第五社区、华松社区、曙光社区、屈家桥社区、绿园一村社区、绿园新村第五社区、绿园新村第八社区、绿园新村第十一社区、绿园新村第十二社区、北虹社区、程桥社区、中泾社区、林泉路社区、双流路社区、新渔东路社区、定威路社区、虹园新村第九社区、平塘社区、虹康社区、南洋新都社区、新泾社区、怡景苑社区、天山星城社区和新泾北苑社区。